# 异蕊一笼鸡
异蕊一笼鸡（学名：Strobilanthes lyi）是爵床科紫云菜属的植物，为中国的特有植物。分布在中国大陆的贵州、云南、四川、湖南等地，生长于海拔1,600米至2,800米的地区，见于山坡、路边以及杂木下，目前尚未由人工引种栽培。

## 异名
- Gutzlaffia anisandra (R. Benoist) Hand.-Mazz. var. drosothyrsa Hand.-Mazz.